# Oberliga Südwest
L'Oberliga Südwest (Oberliga Sud-Ovest) era una delle cinque massime divisioni del campionato tedesco di calcio, che si disputò tra il 1945 e il 1963 negli stati federati della Renania-Palatinato e della Saarland.

## Storia
Durante il periodo della Germania nazista era nata la Gauliga, un sistema di campionati locali che venne esteso a tutti i territori nel frattempo occupati.
Dopo la fine della seconda guerra mondiale vennero invece create cinque massime divisioni, che assorbirono le squadre delle Gauligen esistenti sul territorio della Germania Ovest; in particolare l'Oberliga Südwest era estesa sulla zona di occupazione francese, e raccoglieva le squadre provenienti da tre Gauliga, la Südwest/Mainhessen, la Mittelrhein e la Baden. In base al sistema calcistico tedesco, la vincente e la seconda classificata di questo campionato partecipavano poi alla fase nazionale, insieme, ovviamente, alle squadre provenienti dalle altre Oberliga; queste erano la Nord, la West, la Süd, e quella di Berlino.
A partire dalla stagione 1963-1964 questo sistema è stato sostituito da quello attuale, la Bundesliga, un unico girone all'italiana che raccoglie le migliori squadre nazionali. Alla prima edizione del nuovo campionato dall'Oberliga Südwest si qualificarono le seguenti squadre:
- Kaiserslautern
- Saarbrücken

Le restanti squadre, insieme alle neopromosse formarono invece la Regionalliga Südwest, una delle seconde divisioni locali, che fu attiva dal 1963 al 1974; in questo anno nacque infatti la Zweite Bundesliga, l'attuale seconda divisione, che è invece su scala nazionale.

## Albo d'oro
Di seguito vengono riportate, stagione per stagione, la vincente e la seconda classificata del campionato:
| Stagione | Vincitore            | Seconda              |
| -------- | -------------------- | -------------------- |
| 1945-46  | Saarbrücken          | Kaiserslautern       |
| 1946-47  | Kaiserslautern       | Wormatia Worms       |
| 1947-48  | Kaiserslautern       | Saarbrücken          |
| 1948-49  | Kaiserslautern       | Wormatia Worms       |
| 1949-50  | Kaiserslautern       | Wormatia Worms       |
| 1950-51  | Kaiserslautern       | Wormatia Worms       |
| 1951-52  | Saarbrücken          | Neuendorf            |
| 1952-53  | Kaiserslautern       | Neuendorf            |
| 1953-54  | Kaiserslautern       | Pirmasens            |
| 1954-55  | Kaiserslautern       | Wormatia Worms       |
| 1955-56  | Kaiserslautern       | Neuendorf            |
| 1956-57  | Kaiserslautern       | Saarbrücken          |
| 1957-58  | Pirmasens            | Kaiserslautern       |
| 1958-59  | Pirmasens            | Borussia Neunkirchen |
| 1959-60  | Pirmasens            | Borussia Neunkirchen |
| 1960-61  | Saarbrücken          | Borussia Neunkirchen |
| 1961-62  | Borussia Neunkirchen | Pirmasens            |
| 1962-63  | Kaiserslautern       | Borussia Neunkirchen |

In grassetto viene indicata la vincitrice del campionato nazionale.